# Esteban José Martínez
Pour les articles homonymes, voir José Martínez et Martínez.
Esteban José Martínez Fernández y Martínez de la Sierra (Séville, 10 décembre 1742-Loreto (Basse-Californie), 28 octobre 1798) est un navigateur et explorateur espagnol.

## Biographie
Il entre en 1755 au collège naval de Séville. Pilote de seconde classe à San Blas (Mexique) (1773), il est le second de Juan José Pérez Hernández en 1774 lors de la première rencontre avec les Indiens Haïdas dans les îles de la Reine-Charlotte. Il accompagne aussi en 1775 Bruno de Heceta et Juan Francisco de la Bodega y Quadra dans le Pacifique du Nord-Ouest.
Sous-lieutenant (1789), il dirige une expédition dans la baie de Nootka où il est chargé d'établir un fort sur l'île de Vancouver. Il y confisque deux navires aux britanniques, ce qui déclenchera la crise de Nootka entre l'Espagne et l'Angleterre.